# Syrisca patagonica
Syrisca patagonica là một loài nhện trong họ Miturgidae.
Loài này thuộc chi Syrisca. Syrisca patagonica được miêu tả năm 1889 bởi Boeris.